# Пенягино
Пеня́гино — бывшая деревня, вошедшая в состав Москвы в 1984 году. В середине 90-х годов в ходе массового жилищного строительства на территории района Митино была практически полностью снесена.

## История
Деревня Пенягино была расположена на краю высокого плато, круто опускавшегося к широкой долине речки Баньки. Уже в писцовой книге 1585—1586 гг. упоминалась пустошь Пенягина. Только в 1744 году здесь было указано существование деревни с 29 «ревизскими душами». В 1763 году она числилась в собственности протопопа Архангельского собора Василия Иванова и было в ней уже 9 дворов и 94 души обоего пола; через 20 лет население выросло до 123 человек, а в 1800 году здесь было 22 двора и 153 жителя. На речке Баньке была устроена мельница.
Император Павел I образовал в 1798 году в России 12 командорств, выделив для них села и деревни, доходы от которых должны были отдаваться в пользу Мальтийского рыцарского ордена. Во главе командорств были поставлены дворяне, принявшие сан мальтийских рыцарей. Пенягино оказалось в «командорственном ведомстве тайного советника князя Вяземского».
В 1839 году надворный советник П. С. Деменков, ставший владельцем села Знаменское-Губайлово решил построить на речке Баньке большую писчебумажную фабрику с паровым и водяным двигателем и снял в аренду у крестьянских обществ деревни Пенягино и соседнего села Чернова несколько десятин земли, которая будет занята прудом после устройства плотины. Через несколько лет фабрика Деменкова прекратила работу, но вскоре в фабричных корпусах купцами Поляковыми было организовано крупное суконное предприятие, а рядом появилась красильная фабрика купца Миттельштедта. На месте мельницы, которая также сдавалась в аренду, в конце XIX века появилась небольшая шерстопрядильная фабрика, принадлежавшая московскому купцу Т. С. Борисоглебскому, а в 1905 году — купцу Синицыну. Все предприятия требовали рабочих рук и в 1899 году в деревне Пенягино проживало 348 человек; всё трудоспособное мужское население было связано с фабричным производством: беднота трудилась на фабрике, жители побогаче занимались ломовым извозом и мелкой торговлей.
В «Списке населённых мест» 1862 года Пенягино — казённая деревня 3-го стана Московского уезда Московской губернии по правую сторону Волоколамского тракта из Москвы в Рузу, при речке Баньке, в 15 верстах от губернского города, с 40 дворами и 226 жителями (109 мужчин, 117 женщин).
По материалам Всесоюзной переписи населения 1926 года — центр Пенягинского сельсовета Павшинской волости Московского уезда, проживало 567 жителей (282 мужчины, 285 женщин), насчитывалось 149 хозяйств, из которых 100 крестьянских, имелась школа 1-й ступени.
В 1927 году в 95 дворах деревни проживало 494 жителя. В эти годы в Пенягино открылась начальная школа, просуществовавшая до 1950-х, когда в соседнем Красногорске, всего в километре от деревни, открылась новая семилетняя школа.
В 1961 году в деревне жили 385 семей — 1361 человек. Но с этого времени численность стала снижаться: к 1970 году количество жителей сократилось до 1037 человек, а к 1984 году — до 636 человек в 225 семьях; деревня стала дачным пригородом, население которого увеличивалось в летнее время и в выходные дни.
В 1968 году краеведом Е. Н. Мачульским у юго-западной окраины деревни Пенягино было открыто Пенягинское городище на речке Баньке.
Указом Президиума Верховного совета РСФСР от 19 марта 1984 года «О передаче некоторых населённых пунктов Московской области в административное подчинение Московскому городскому совету народных депутатов», с целью расширения границ Москвы, из Митинского сельсовета Красногорского района, наряду с деревней Митино, посёлками Митинского завода и Новотушино, сёлами Рождественно и Спас, столице была передана территория деревни Пенягино.
После включения в состав Москвы деревня, за исключением нескольких домов, была снесена, а на её месте построен 8-й микрорайон Митина. Первоначально, в феврале 1986 года, улицы деревни, Рословка и Школьная, были названы 1-м и 2-м Пенягинскими проездами. Название деревни сохранилось в названии улицы Пенягинская, затопленной долины среднего участка реки Барышихи, именуемой Пенягинским прудом; Пенягинского кладбища; Пенягинского шоссе в Красногорске и остановочного пункта МЦД-2 Пенягино.